# Towada (volcan)
Pour les articles homonymes, voir Towada (homonymie).
Le volcan Towada (十和田火山, Towada-kazan), ou, plus succinctement, le Towada, est un volcan du Nord du Japon, à cheval sur la frontière séparant les préfectures d'Aomori et d'Akita. Il est formé d'une caldeira remplie par les eaux du lac Towada. La dernière éruption de ce volcan actif remonte au début du Xe siècle (époque de Heian).

## Toponymie
Bien avant l'arrivée des Japonais, l'île de Hokkaidō et le nord de l'île de Honshū étaient habités par une population aborigène : les Aïnous. Le toponyme « Towada » derive de l'expression de la langue aïnou : « to watara (ト ワタラ) », signifiant littéralement « lac rocheux »,. Le nom originel du lac de cratère semble décrire sa configuration méridionale faite de falaises et de d'îles rocheuses. Dans un document historique, datant de l'ère Tenbun (1532 - 1555) et propriété d'une famille de la province de Mutsu, l'étendue lacustre est appelée « 十曲湖 (Towada no umi) », un dénomination utilisée, en 1807, par le naturaliste Sugae Masumi pour intituler son carnet de voyage rapportant son exploration de la région,,.

## Géographie

### Situation
Le volcan Towada est situé dans le Nord de l'île principale de l'archipel japonais : Honshū. Environ 540 km au nord-est de l'agglomération de Tokyo, il est à cheval sur le Nord-Est de Kosaka, bourg du Nord-Est de la préfecture d'Akita, et trois municipalités du Sud de la préfecture d'Aomori : le Sud-Ouest de la ville de Towada, le Sud-Est de Hirakawa et l'Ouest du village de Shingō,. Il forme une partie du Sud de la section Nord du parc national de Towada-Hachimantai.

## Histoire

### Formation
L'orogenèse du volcan Towada s'ouvre il y a 200 000 ans. Des mouvements tectoniques du sous-sol de l'arc volcanique Nord-Est du Japon font jaillir de la lithosphère des coulées de magma qui s'empilent à la surface du sol, formant des stratovolcans dont l'activité volcanique se caractérise par des érutions explosives. De 55 000 ans à 15 000 ans BP, des éjections de pyroclastites et des éruptions du type phréato-magmatique donnent naissance à une caldeira d'environ 11 km de diamètre,. L'eau qui s'accumule dans celle-ci engendre un lac de cratère. Durant les 3 000 ans suivants, des successions d'éruptions explosives et d'épanchements de lave font émerger un stratovolcan, le volcan Goshikiiwa, dans la partie méridionale de la caldeira. Vers 7 600 ans BP, une série d'éruptions engendre la formation d'un dôme de lave, sur le bord Nord-Est du Goshikiiwa : le mont Ogura,. Entre 12 000 ans BP à 2 700 ans, un autre dôme apparaît au centre de la dépression volcanique : Mikadoishi,. L'activité éruptive des édifices volcaniques et l'érosion mécanique des falaises volcaniques provoquent le comblement de la caldeira et la formation du fleuve Oirase. Par la suite, l'effondrement du lit d'une section amont de l'émissaire du lac s'effondre, laissant place à une gorge,. Entre 6 200 ans BP à 2 800 ans, la chambre magmatique du Goshikiiwa se vide de sa matière volcanique, et de l'eau entre par les fissures du versant Nord de son cratère sommital qui s'écroule, créant un second lac de cratère de 3 km de diamètre, appelé Nakaumi,,.
À l'ère commune, des documents historiques rapportent l'entrée en activité de la caldeira Nakaumi, en 915. Des explosions de vapeur produisant des lahars sont observées, et un volume équivalent en « roche dense » (DRE) d'environ 2,1 km3 de tephras est expulsé du cratère. L'Agence météorologique du Japon, se conformant à des normes internationales depuis 2003, considère qu'un volcan est actif s'il est entré en éruption au cours de l'Holocène, soit depuis les 10 000 dernières années environ, ou s'il manifeste une activité géothermique importante. Par conséquent, elle classe le Towada dans sa liste des volcans actifs du Japon.